# Museu de Lisboa
O Museu de Lisboa é composto por cinco núcleos: o Palácio Pimenta (núcleo-sede), o núcleo dedicado a Santo António, o Teatro Romano, o núcleo arqueológico da Casa dos Bicos e o Torreão Poente da Praça do Comércio.
Está em curso a criação de um outro espaço que irá fazer parte do Museu de Lisboa, a instalar na Fábrica de Moagem da antiga Manutenção Militar, que se localiza dentro do Hub Criativo do Beato. Este espaço museológico terá por objetivo o estudo e a valorização do património industrial de Lisboa.
O núcleo-sede do Museu de Lisboa encontra-se instalado nas dependências e jardins do Palácio Pimenta, localizado no Campo Grande, na cidade e Distrito de Lisboa, em Portugal.

## Núcleos
O Museu de Lisboa integra 5 núcleos: 
- Palácio Pimenta (núcleo-sede);
- Santo António;
- Teatro Romano;
- Núcleo arqueológico da Casa dos Bicos;
- Torreão Poente da Praça do Comércio.

## História
O objetivo de criar um Museu Municipal que documentasse a história de Lisboa remonta a 1909, ano em que a primeira vereação republicana da cidade apresentou uma proposta nesse sentido. Nas primeiras décadas, a história do museu foi feita de hesitações, relacionadas sobretudo com a inexistência de um local próprio para a sua instalação. Por essa razão, o acervo entretanto constituído foi depositado no Museu Arqueológico do Carmo, onde abriu uma primeira secção do chamado Museu Olisiponense em 1922. 
Em 1930, a Câmara Municipal de Lisboa adquiriu o Palácio da Mitra, tendo sido proposta a instalação do museu naquele equipamento. Após obras de adaptação do edifício, o Museu da Cidade foi inaugurado em 1942, segundo programa museológico da autoria de Mário Tavares Chicó (1905-1966). Desde logo se tomou consciência de que se tratava de uma solução provisória, dada a exiguidade do espaço expositivo e a reduzida coleção reunida. 
Com a aquisição do Palácio Pimenta, em 1962, surgiram novas perspetivas para o museu, sendo decidida a sua transferência para este novo local no início da década de 70 do século XX. O novo programa museológico, elaborado por Irisalva Moita (1924-2009), entre 1973 e 1975, propôs um discurso cronológico e evolutivo sobre a cidade, relacionado com o acervo existente, o qual tinha aumentado consideravelmente, salientando-se a aquisição, em 1953, da coleção do olisipógrafo Augusto Vieira da Silva (1869-1951), primeiro conservador das coleções do Museu da Cidade, e a integração de espólio arqueológico, proveniente de intervenções entretanto realizadas na cidade. O museu abriu ao público em diversas fases entre 1979 e 1984.
Para além do antigo Museu da Cidade, o Museu de Lisboa agregou outras unidades museológicas municipais, como o antigo Museu Antoniano, proposto pela Comissão Administrativa da Câmara Municipal de Lisboa em 1911 e criado em 1962, e o antigo Museu do Teatro Romano de Lisboa, inaugurado em 2001. Também a Casa dos Bicos, que chegou a albergar um núcleo da 17.ª Exposição Europeia de Arte, Ciência e Cultura (1983), integra o atual Museu de Lisboa, bem como o Torreão Poente, na Praça do Comércio, espaço dedicado a exposições temporárias relacionadas com a história e o presente de Lisboa.

## Missão
Como museu de cidade, tem como vocação dar a conhecer a identidade cultural, social, económica, política, antropológica e territorial de Lisboa, refletindo a sua evolução histórica e da população que a caracteriza. Despertar a curiosidade sobre o lugar físico e a ocupação de Lisboa ao longo dos tempos, a sua relação com o rio enquanto elo entre margens e porta para o mundo. Ao interpretar a cidade através dos testemunhos materiais, permite dar a conhecer a sua herança multicultural – passada e presente – como contributo para os seus possíveis futuros.
O Museu de Lisboa encontra-se sob a gestão de uma equipa constituída por dois diretores e por dois coordenadores:
Direção: Joana Sousa Monteiro e David Felismino
Museu de Lisboa - Santo António
Coordenação: Pedro Teotónio Pereira
Museu de Lisboa - Teatro Romano
Coordenação: Lídia Fernandes